# Orava (stacja kolejowa)
Orava – stacja kolejowa w miejscowości Rõssa, w prowincji Võru, w Estonii.  Położona jest na linii Tartu - Koidula. 

## Historia
Stacja została otwarta 1 listopada 1931 wraz z otwarciem linii.
Od początku lat 90. do 2011 była to stacja końcowa dla pociągów pasażerskich z Tartu i od zamknięcia stacji Kliima ostatnia stacja przed granicą z Rosją (nie odbywały się tu jednak kontrole - rolę stacji granicznej pełniło Tartu). Od przebudowy linii w 2011 Orava nie jest już ostatnią stacją przed granicą.

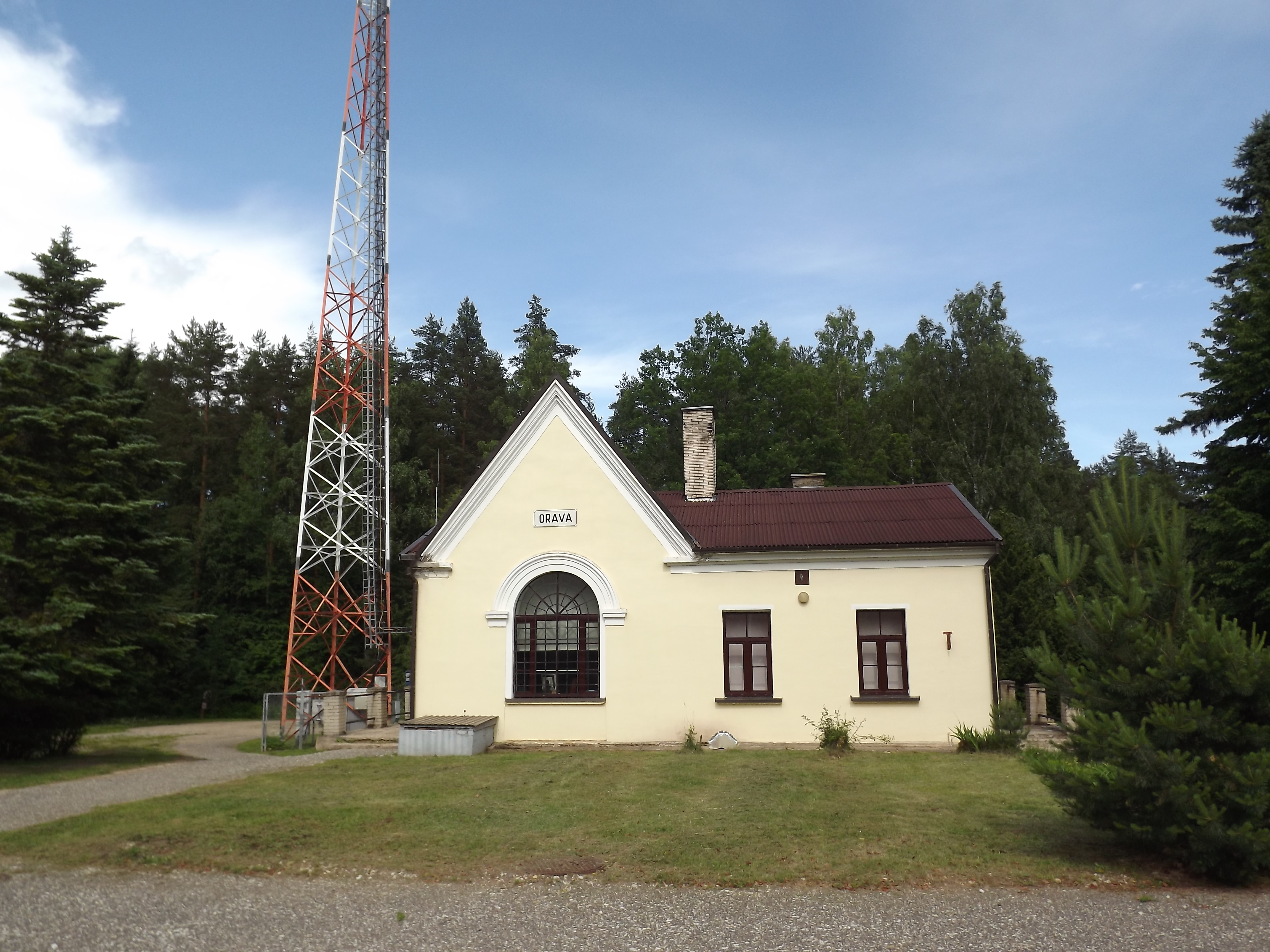
Budynek stacyjny
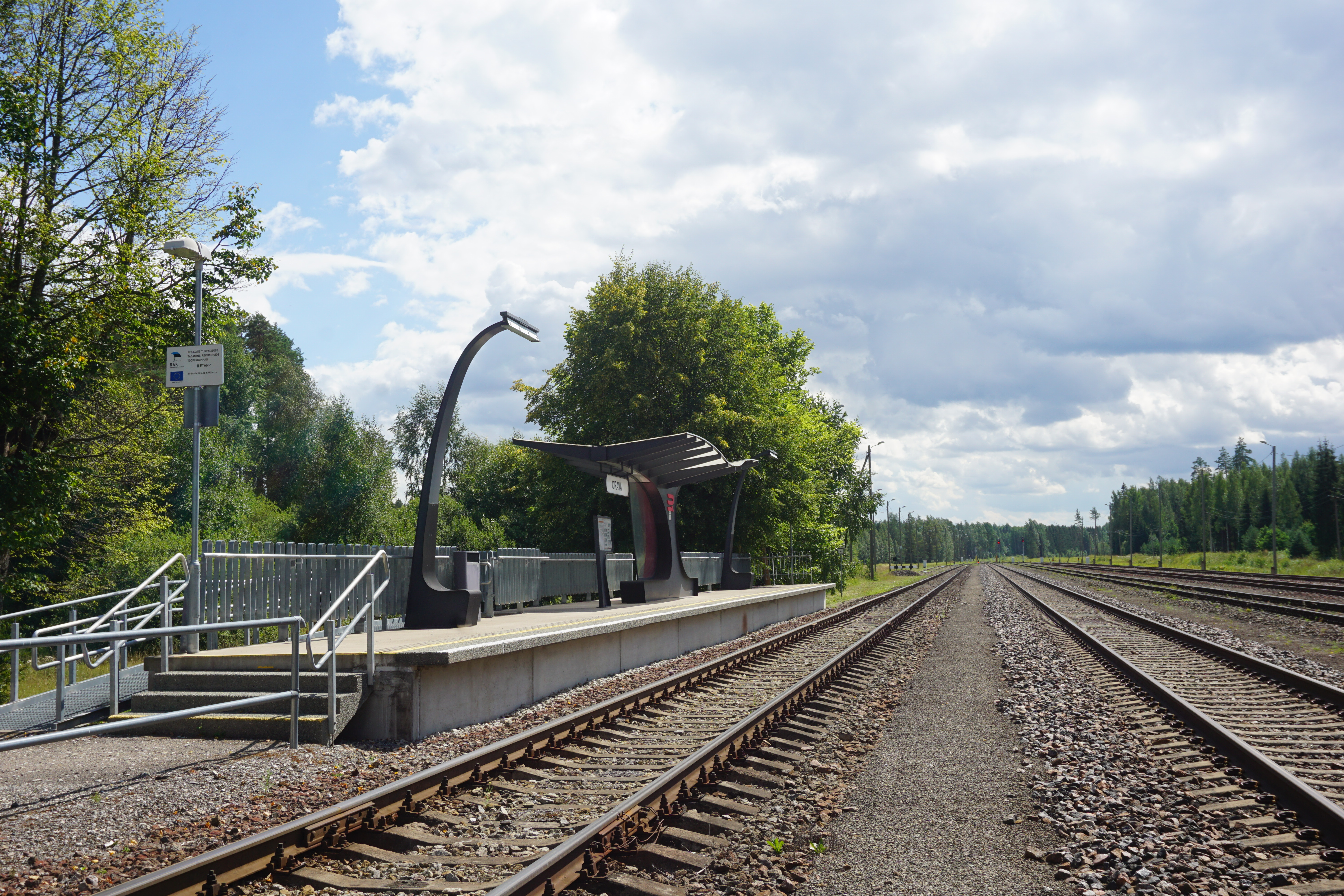
Peron